# Sandim
Sandim é uma vila portuguesa que foi sede da extinta Freguesia de Sandim  do Município de Vila Nova de Gaia, freguesia que tinha 15,97 km² de área e 5 938 habitantes (2011), donde uma densidade populacional de 371,8 hab/km².
Em termos de área, foi a segunda maior freguesia de Vila Nova de Gaia. A partir de 29 de Setembro de 2013, Sandim é parte integrante da então criada União de Freguesias de Sandim, Olival, Lever e Crestuma.
A povoação de Sandim foi elevada à categoria de vila em 2001.
Foi vila e sede de concelho até 1834. Era constituído apenas pela freguesia da sede e tinha, em 1801, 1 252 habitantes. Voltou a ter a categoria de vila em 20 de Julho de 2001.

## População
| População da freguesia de Sandim | População da freguesia de Sandim | População da freguesia de Sandim | População da freguesia de Sandim | População da freguesia de Sandim | População da freguesia de Sandim | População da freguesia de Sandim | População da freguesia de Sandim | População da freguesia de Sandim | População da freguesia de Sandim | População da freguesia de Sandim | População da freguesia de Sandim | População da freguesia de Sandim | População da freguesia de Sandim | População da freguesia de Sandim |
| -------------------------------- | -------------------------------- | -------------------------------- | -------------------------------- | -------------------------------- | -------------------------------- | -------------------------------- | -------------------------------- | -------------------------------- | -------------------------------- | -------------------------------- | -------------------------------- | -------------------------------- | -------------------------------- | -------------------------------- |
| 1864                             | 1878                             | 1890                             | 1900                             | 1911                             | 1920                             | 1930                             | 1940                             | 1950                             | 1960                             | 1970                             | 1981                             | 1991                             | 2001                             | 2011                             |
| 1 685                            | 1 902                            | 2 227                            | 2 228                            | 2 413                            | 2 483                            | 2 680                            | 3 369                            | 3 891                            | 4 179                            | 4 787                            | 5 344                            | 5 968                            | 6 326                            | 5 938                            |

| Distribuição da População por Grupos Etários | Distribuição da População por Grupos Etários | Distribuição da População por Grupos Etários | Distribuição da População por Grupos Etários | Distribuição da População por Grupos Etários | Distribuição da População por Grupos Etários | Distribuição da População por Grupos Etários | Distribuição da População por Grupos Etários | Distribuição da População por Grupos Etários | Distribuição da População por Grupos Etários |
| -------------------------------------------- | -------------------------------------------- | -------------------------------------------- | -------------------------------------------- | -------------------------------------------- | -------------------------------------------- | -------------------------------------------- | -------------------------------------------- | -------------------------------------------- | -------------------------------------------- |
| Ano                                          | 0-14 Anos                                    | 15-24 Anos                                   | 25-64 Anos                                   | > 65 Anos                                    |                                              | 0-14 Anos                                    | 15-24 Anos                                   | 25-64 Anos                                   | > 65 Anos                                    |
| 2001                                         | 1 192                                        | 936                                          | 3 502                                        | 696                                          |                                              | 18,8%                                        | 14,8%                                        | 55,4%                                        | 11,0%                                        |
| 2011                                         | 923                                          | 720                                          | 3 295                                        | 1 000                                        |                                              | 15,5%                                        | 12,1%                                        | 55,5%                                        | 16,8%                                        |

Média do País no censo de 2001:  0/14 Anos-16,0%; 15/24 Anos-14,3%; 25/64 Anos-53,4%; 65 e mais Anos-16,4%
Média do País no censo de 2011:   0/14 Anos-14,9%; 15/24 Anos-10,9%; 25/64 Anos-55,2%; 65 e mais Anos-19,0%

## Património
- Igreja de Nossa Senhora da Expectação (matriz)
- Mosteiro das Donas
- Capelas da Senhora da Penha
- Capela da Nossa Senhora das Neves
- Capela Senhor Aflitos
- Ponte romana
- Trecho do vale do rio Uima
- Largo de Sá
- Vestígios arqueológicos castrejos
- Mamoa da Gestosa
- Capela  do Senhor do Horto
- Capela S, Gonçalo

## Personalidades
- Martim Mendes de Mogudo, (1150 -?), Senhor de Sandim e da Casa de Ermelo.
- Conde de Sandim

## Colectividades
Estas são as instituições que dinamizam e agitam de forma cultural, desportiva e social as vivências das gentes da Vila:
- Academia Musical de Santa Maria de Sandim
- Associação Cultural Casa da Eira
- Associação de Socorros Mútuos Nossa Senhora da Esperança
- Conferência de São Vicente Paulo
- Fundação Padre Saúde
- Associação Desportiva Movimento Dinâmico Cultural Sandim (MODICUS)
- Sociedade Columbófila
- Sport Clube Dragões Sandinenses
- Teatro Amador de Sandim
- União Universitária

## Escolas primárias
- EB1 Gestosa
- EB1 nº1 Igreja
- EB1 nº2 Igreja
- EB1 Sá
- EB1 Santa Marinha

## Festas e Romarias
- São Brás - no lugar do Mosteiro celebra-se em Fevereiro
- São João do Cabo

no lugar do Cabo no fim-de-semana que se antecede o São João (24 de Junho), coincidindo com o solestício de Verão
- Nossa Senhora da Saúde no lugar do Mosteiro, festeja-se no fim-de-semana que antecede a Senhora da Saúde (15 de Agosto)
- Festa das Colectividades organizada pelas colectividades em Julho.
- Nossa Senhora das Neves no  lugar Calvário  festeja-se no primeiro  domingo Agosto
- Senhor  dos Aflitos e S. Gonçalo  no lugar Gestosa / Gende  festeja-se em Maio

## Hiperligações
- http://www.jf-sandim.pt/ Em falta ou vazio |título= (ajuda)